# Wilhelmsdorf (Badenia-Wirtembergia)
Wilhelmsdorf – miejscowość i gmina w Niemczech, w kraju związkowym Badenia-Wirtembergia, w rejencji Tybinga, w regionie Bodensee-Oberschwaben, w powiecie Ravensburg, siedziba wspólnoty administracyjnej Wilhelmsdorf.
Urodziła się tu Kira Geiss, Miss Niemiec w 2023.